# Дергач, Владимир Леонидович
Влади́мир Леони́дович Дерга́ч (1 января 1957) — советский футболист и российский футбольный тренер.

## Карьера
Как футболист начинал в клубе «Автомобилист» (Термез) в 1978 году.
В 1979—1981 играл за красноярский «Автомобилист». В 1982 году провел 26 игр в составе клуба «Химик» (Дзержинск).
В 1986 играл в клубе «Локомотив» (Минеральные Воды), который в тот год дебютировал во 2-й лиге. Одновременно был тренером команды. Рано закончил играть из-за травмы колена
В девяностые годы тренировал арзамасское «Торпедо», выступавшее при нём в первой лиге и вышедшее в 1995 году в четвертьфинал Кубка России. Затем возглавлял «Торпедо» (Волжский) и «Ладу-Тольятти-ВАЗ» — приходил в эти команды по ходу сезона, когда они находились внизу турнирной таблицы первой лиги (в обоих случаях команды спасались от вылета), за что обрёл принадлежность к когорте так называемых тренеров-«спасателей» или «пожарных».
В 1999 году работал с калининградской «Балтикой», но в августе после поражения в Ставрополе от местного «Динамо» был уволен из команды по просьбе игроков, к которым, по их мнению, Дергач относился высокомерно (при этом, команда находилась среди лидеров первого дивизиона).
В 2000 году непродолжительное время возглавлял «Уралан». В том же году по ходу сезона принял «Металлург» (Липецк), подписав контракт до конца сезона, но не доработал до конца первенства первого дивизиона, проведя в должности главного тренера 16 матчей (команда не сумела сохранить место в первом дивизионе).
Затем 3 года проработал в Казахстане и за это время сумел привести «Женис» к победе в чемпионате. В 2004 году по ходу сезона возглавил клуб Первого российского дивизиона «Лисму-Мордовию», но не сумел сохранить с ней прописку в лиге.
С 2008 по середину 2011 года был главным тренером команды «Зенит» (Пенза). В 2008 году в интернет попала видеозапись, на которой Дергач в нецензурной форме общается с игроками в раздевалке. В августе 2011 года после назначения Льва Иванова главным тренером «Зенита» был переведен на должность тренера-консультанта.
В сезонах 2014/15 и 2016/17 входил в тренерский штаб Дмитрия Петренко в армавирском «Торпедо» и «Афипсе» соответственно.
С октября 2017 по июнь 2018 года в тренерском штабе команды «Ротор-Волгоград-2».

## Достижения
- Чемпион Казахстана (1): 2001